# مطار مورتالا محمد الدولي
مطار مورتالا محمد الدولي (MMIA) (إياتا: LOS، إيكاو: DNMM) (يوربا: Pápá Ọkọ̀ Òfurufú Káríayé Múrítàlá Mùhammẹ̀d) هو المطار الرئيسي الذي يخدم مدينة لاغوس، جنوب غرب نيجيريا. يقع في إيكيجا عاصمة ولاية لاغوس، نيجيريا، يعرف باسم مطار لاغوس، أعيدت تسميته في منتصف السبعينات خلال مراحل البناء نسبة إلى القائد العسكري السابق لدولة نيجيريا مورتالا محمد. صمم المطار الدولي على غرار سخيبول في أمستردام. وافتتح المطار رسميا في 15 مارس 1979. ويعتبر المطار قاعدة ومركز عمليات الخطوط الجوية النيجيرية وأريك الجوية.
مطار مورتالا محمد الدولي يتكون من مباني لصالة الركاب الدولية والمحلية، وتقع على بعد حوالي كيلومتر واحد من بعضها البعض.. في عام 2000 تم نقل صالة الرحلات الداخلية إلى المبنى القديم إثر تعرض المبنى لنشوب حريق وأعيد افتتاح الصالة مرة أخرى في عام 2007.
في عام 2008، تعامل المطار مع 5.136.697 راكبا.

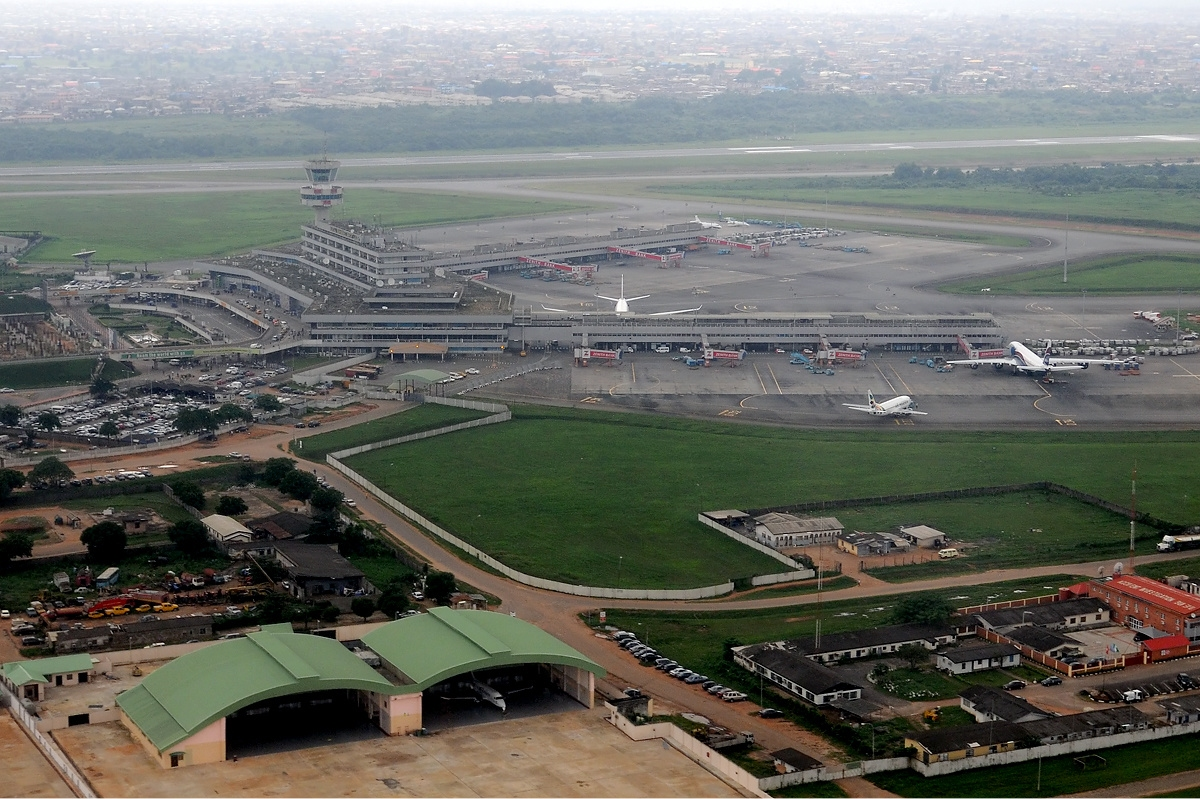
مطار مورتالا محمد الدولي

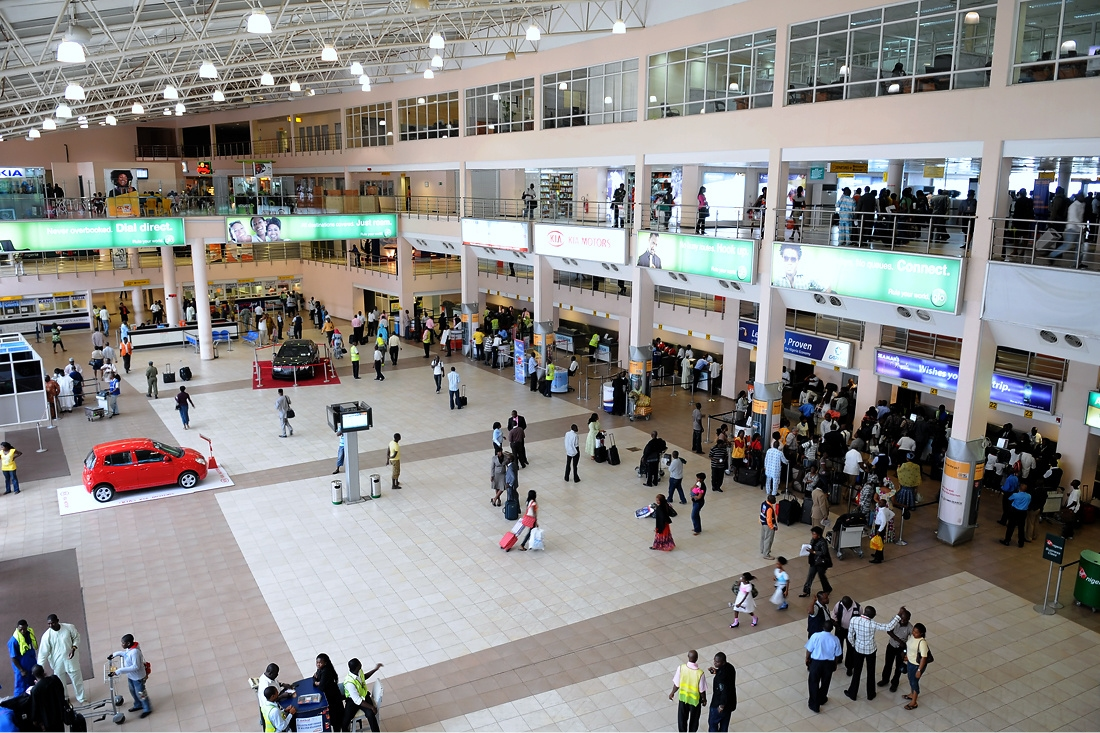
مطار مورتالا محمد الدولي

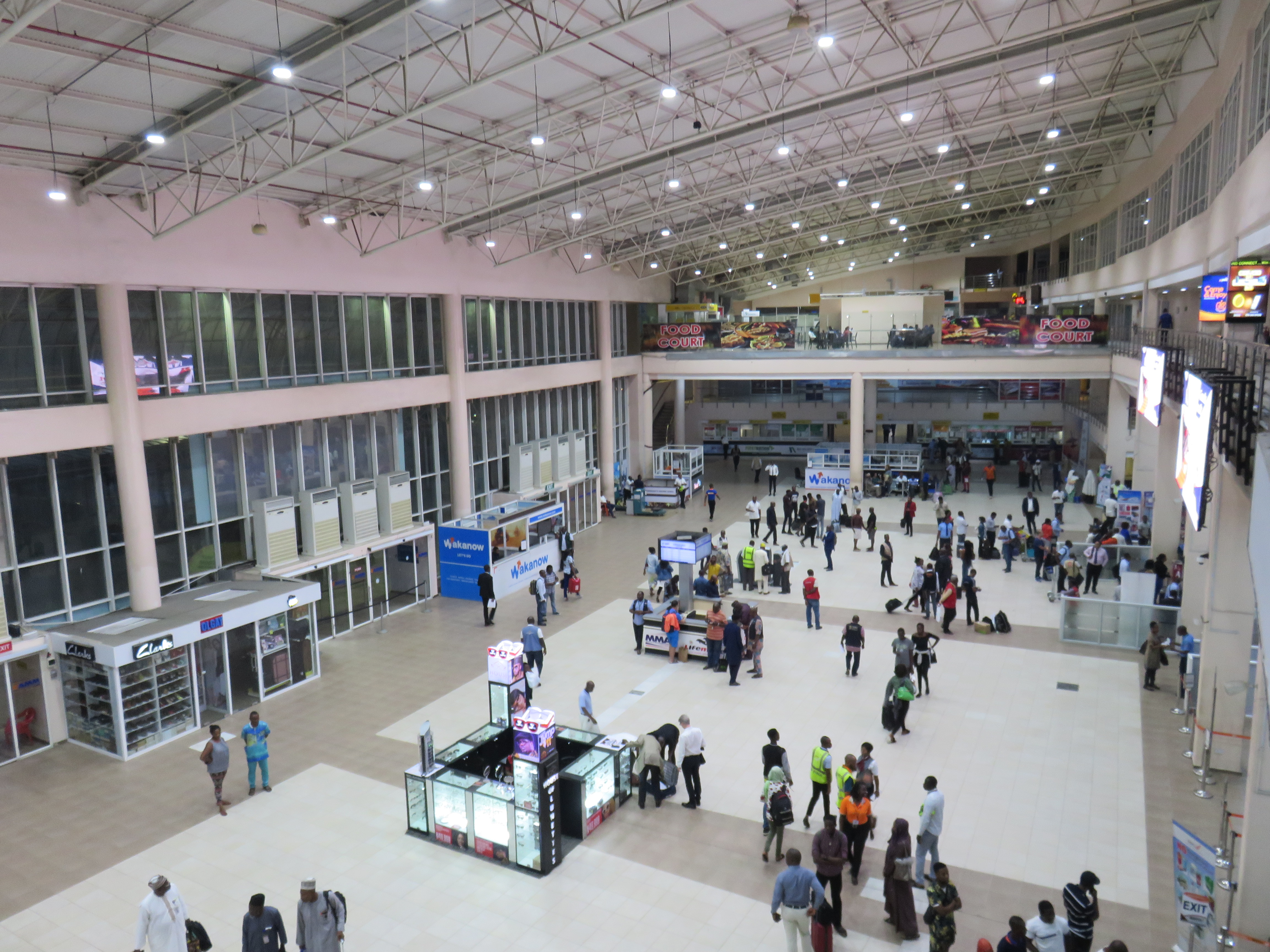
مطار مورتالا محمد الدولي

## شركات الطيران والوجهات

### الركاب
| شركـات طيـران                   | الوجهات |
| ------------------------------- | --- |
| Aero Contractors                | مطار نامدي أزيكيوي الدولي، مطار أسابا الدولي، Benin City، Calabar، Enugu، مطار مالام أمينو كانو الدولي، Owerri، مطار بورت هاركورت الدولي، Uyo |
| أفريكا وورلد                    | مطار كوتوكا الدولي |
| إير كوت ديفوار                  | مطار أبيدجان الدولي |
| الخطوط الجوية الفرنسية          | مطار باريس شارل ديغول |
| إير بيس                         | مطار نامدي أزيكيوي الدولي، مطار كوتوكا الدولي، Akure، مطار أسابا الدولي، مطار بانجول الدولي، Benin City، Calabar، مطار بليز دياغني الدولي، مطار دوالا الدولي، مطار دبي الدولي، Enugu، مطار فريتاون الدولي، Ibadan، Ilorin، مطار أوليفر ريجنالد تامبو، مطار مالام أمينو كانو الدولي، Kebbi، مطار روبرتس، مطار تشاتراباتي شيفاجي الدولي، Onitsha، Owerri، Port Harcourt–NAF، مطار بورت هاركورت الدولي، مطار بن غوريون الدولي،1 Uyo، Warri موسمي: مطار الأمير محمد بن عبد العزيز الدولي |
| طيران أريك                      | مطار نامدي أزيكيوي الدولي، مطار أسابا الدولي، Benin City، Calabar، Enugu، Jos، مطار كادونا الدولي، مطار مالام أمينو كانو الدولي، Owerri، Port Harcourt–NAF، مطار بورت هاركورت الدولي، Uyo، Warri |
| أسكاي                           | مطار دوالا الدولي، مطار ندجيلي، مطار ليون مبا الدولي، مطار لومي |
| Azman Air                       | مطار نامدي أزيكيوي الدولي، مطار مالام أمينو كانو الدولي |
| الخطوط الجوية البريطانية        | مطار لندن هيثرو |
| خطوط دلتا الجوية                | مطار هارتسفيلد جاكسون |
| مصر للطيران                     | مطار القاهرة الدولي |
| طيران الإمارات                  | مطار دبي الدولي (معلقة) |
| الخطوط الجوية الإثيوبية         | مطار أديس أبابا بولي الدولي |
| الاتحاد للطيران                 | مطار أبو ظبي الدولي |
| طيران ناس                       | موسمي: مطار الملك عبد العزيز الدولي، مطار الأمير محمد بن عبد العزيز الدولي |
| Green Africa Airways            | مطار نامدي أزيكيوي الدولي، Akure، Enugu، Ilorin، Owerri، مطار بورت هاركورت الدولي |
| Ibom Air                        | Uyo |
| الخطوط الجوية الكينية           | مطار جومو كينياتا الدولي |
| الخطوط الجوية الملكية الهولندية | مطار سخيبول أمستردام |
| لوفتهانزا                       | مطار فرانكفورت، مطار مالابو |
| Max Air                         | مطار نامدي أزيكيوي الدولي، مطار مالام أمينو كانو الدولي، مطار بورت هاركورت الدولي |
| طيران الشرق الأوسط              | مطار أبيدجان الدولي، مطار بيروت رفيق الحريري الدولي |
| الخطوط الجوية القطرية           | مطار حمد الدولي |
| الخطوط الملكية المغربية         | مطار محمد الخامس الدولي |
| الخطوط الجوية الرواندية         | مطار كيغالي الدولي |
| خطوط جنوب إفريقيا الجوية        | مطار أوليفر ريجنالد تامبو |
| الخطوط الجوية الأنغولية         | مطار كواترو دي فيفيريرو |
| الخطوط الجوية التركية           | مطار إسطنبول الدولي |
| الخطوط الجوية المتحدة           | مطار واشنطن دولس الدولي |
| United Nigeria Airlines         | مطار نامدي أزيكيوي الدولي، مطار أسابا الدولي، Enugu، Onitsha، Yenagoa |
| ValueJet                        | مطار نامدي أزيكيوي الدولي، Benin City، Jos، مطار بورت هاركورت الدولي |
| خطوط فيرجن أتلانتيك الجوية      | مطار لندن هيثرو |

### الشحن
| شركـات طيـران           | الوجهات |
| ----------------------- | --- |
| الخطوط الجوية الفرنسية  | مطار انجمينا الدولي، مطار باريس شارل ديغول |
| Allied Air              | Ostend/Bruges |
| كارغولوكس               | مطار لوكسمبورغ |
| دي إتش إل للطيران       | مطار كوتوكا الدولي، مطار باماكو موديبو كيتا الدولي، مطار بروكسل الدولي، مطار كوتونو، مطار مالابو                                                                                      |
| الإمارات للشحن الجوي    | مطار آل مكتوم الدولي |
| الخطوط الجوية الإثيوبية | مطار كوتوكا الدولي، مطار أديس أبابا بولي الدولي، مطار تشونغتشينغ جيانغبى الدولي، مطار كيغالي الدولي، مطار لييج، مطار لندن هيثرو، مطار ميامي الدولي، مطار أرتورو ميرينو بينيتيز الدولي |
| لوفتهانزا للشحن         | مطار فرانكفورت، مطار أوليفر ريجنالد تامبو |
| الخطوط الجوية القطرية   | مطار حمد الدولي، مطار غواروليوس الدولي |
| الخطوط السعودية للشحن   | مطار آل مكتوم الدولي، مطار الملك عبد العزيز الدولي، مطار جومو كينياتا الدولي، مطار الملك خالد الدولي، مطار الشارقة الدولي                                                             |
| الخطوط الجوية التركية   | مطار آل مكتوم الدولي، مطار إسطنبول الدولي |

## إحصاءات
شاهد source Wikidata query and sources.

## أحداث وحوادث
- في 23 نوفمبر 1996، أجبر خاطفو طائرة الخطوط الجوية الإثيوبية الرحلة 961 والمتجهة من بومباي وأديس أبابا إلى أبيدجان من خلال محطات كثيرة (بما في ذلك لاغوس) للتحطم في المحيط الهندي.
- في 30 يناير 2000، طائرة الخطوط الجوية الكينية الرحلة 431 تسقط في المياه بعد إقلاعها من لاغوس.
- يوم 28 نوفمبر 2003، أعطى برج المراقبة لطائرة خطوط هيدرو الجوية رحلة 501، وهي من طراز بوينغ 747-200 القادمة من مطار بروكسل الإذن للهبوط على مدرج 19R. ارتطمت الطائرة خلال الهبوط في كومة من الإسفلت، واحتكاك محركها الأول مع السطح حتى انتهت العجلة الأمامية في حفرة الصرف الصحي. خلص تقرير وزارة الطيران إلى أن سبب الحادث هو أن برج المراقبة قد أعطى الإذن للطائرة للهبوط على المدرج الذي كان من المفترض أن يكون قد أغلق.
- يوم 22 أكتوبر عام 2005، تحطمت طائرة خطوط بيلفيو الجوية الرحلة رقم 210، والمتجهة إلى أبوجا، بعد إقلاعها، مما أسفر عن مقتل جميع من كانوا على متنها.